# Liste der Pfleghöfe in Heilbronn
Die Liste der Pfleghöfe in Heilbronn gibt eine Übersicht über die in der Stadt Heilbronn einst bestehenden Pfleghöfe auswärtiger Klöster.
In Heilbronn bestanden insgesamt acht Pfleghöfe, die mehrfach im Heilbronner Urkundenbuch von 1532 genannt werden. Da sich die Höfe innerhalb der historischen Stadtgrenzen befanden, fielen alle bis dahin noch vorhandenen baulichen Überreste der totalen Zerstörung der Innenstadt durch den Luftangriff auf Heilbronn am 4. Dezember 1944 zum Opfer.

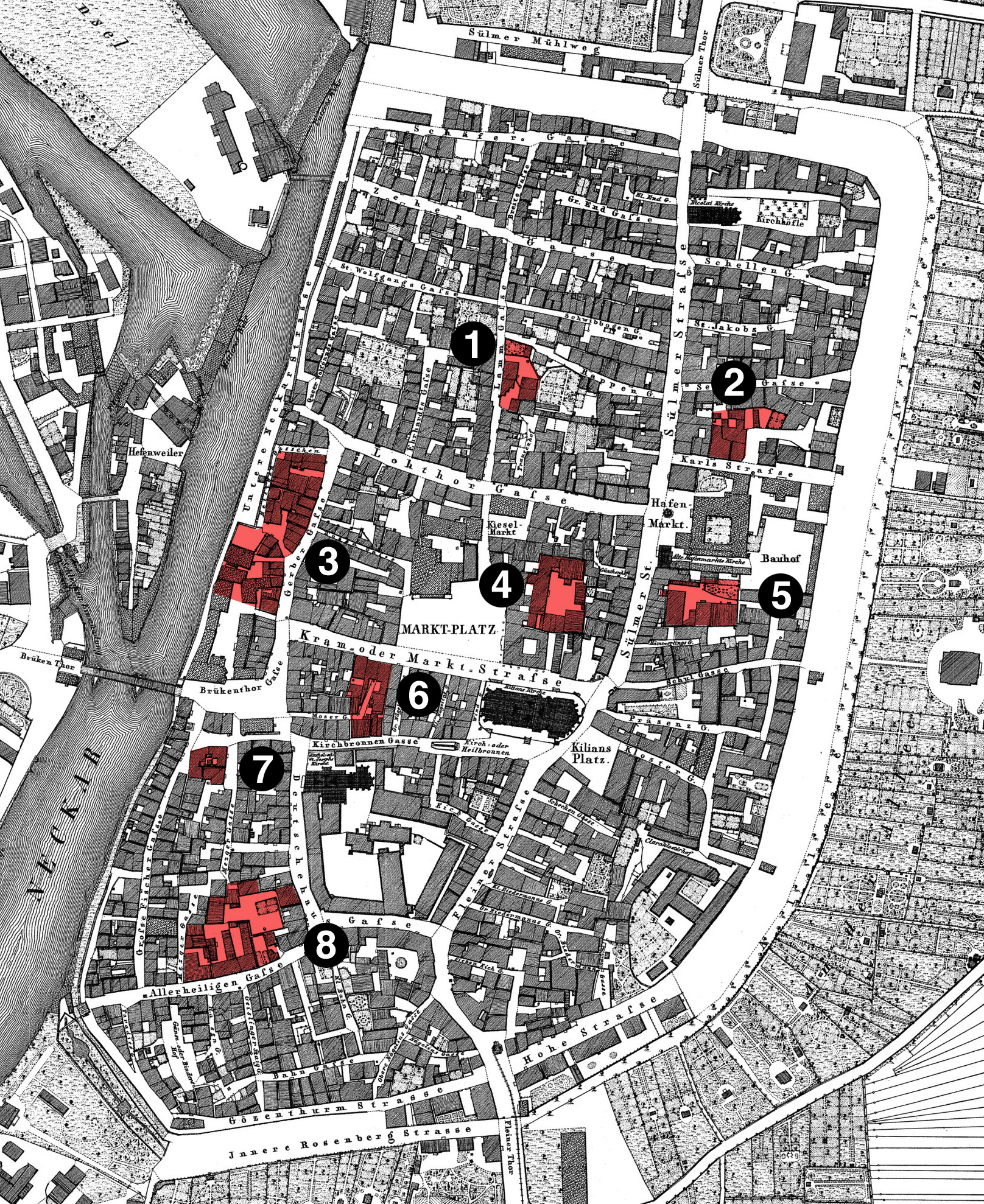
Ehemalige Pfleghöfe in Heilbronn, markiert auf einer Karte von 1834, die die alten Flurstücksgrenzen noch erkennen lässt: (1) Lichtensterner Hof, (2) Adelberger Hof, (3) Hirsauer Hof, (4) Billigheimer Hof, (5) Kaisheimer Hof, (6) Maulbronner Hof, (7) Lorscher Hof vermutete Lage, (8) Schöntaler Hof

| Bezeichnung        | Klosterzugehörigkeit | Lage                                                                            | Anmerkungen |
| ------------------ | -------------------- | ------------------------------------------------------------------------------- | --- |
| Adelberger Hof     | Kloster Adelberg     | Adelberger Gasse (heute: Karlstraße)                                            | Der Besitz des Stifts Adelberg in Heilbronn geht auf König Heinrich (VII.) zurück. |
| Billigheimer Hof   | Kloster Billigheim   | nördlich der Kilianskirche (heute: Falkenstraße)                                | Der Hof soll aus Adelsbesitz an das Kloster gelangt sein. Der Hof war bereits um 1600 an die Heilbronner Familie Trapp verpachtet, die ihn 1605 erwarb und mit ihrem angrenzenden Gasthof zum Falken vereinigte. 1920 wurde das Anwesen von der Heilbronner Winzergenossenschaft erworben. |
| Hirsauer Hof       | Kloster Hirsau       | an der Stadtmauer am Neckar (heute im Bereich Untere Neckarstraße/Gerberstraße) | Der Hirsauer Hof war der älteste Pfleghof in Heilbronn und geht wohl auf den fränkischen Königshof zurück. Das Anwesen kam durch eine Schenkung der Gräfin Uta von Calw um 1070 an das Kloster Hirsau, das den Hof 1324 an das Kloster Maulbronn veräußerte. Maulbronn wiederum verkaufte den größten Teil davon weiter an das Kloster Kaisheim. Später erstreckte sich das 1306 gestiftete und im Lauf der Zeit vergrößerte städtische Katharinenspital über nahezu die ganze einstige Königshof-/Pfleghof-Fläche.                                                     |
| Kaisheimer Hof     | Kloster Kaisheim     | Sülmerstraße                                                                    | Das Kloster Kaisheim erwarb 1324 einen Teil des Hirsauer Hofes und Weinberge in Heilbronn. Da im Hirsauer Hof keine geeigneten Keller für die Einlagerung von Wein vorhanden waren, erwarb das Kloster im Jahr 1462 den Hof an der Sülmerstraße, wo 1733 ein repräsentativer Barockbau entstand. |
| Lichtensterner Hof | Kloster Lichtenstern | Ecke Lammgasse/Rappengasse                                                      | Der Hof stammt aus einer Stiftung der Herren von Weinsberg, die 1242 auch das Kloster Lichtenstern gegründet hatten. Erstmals erwähnt wurde der Hof 1384. Infolge des Landshuter Erbfolgekriegs kam der Hof im frühen 16. Jahrhundert an Württemberg, das darin weiterhin die Angelegenheiten des Klosteramts Lichtenstern verwaltete. Der Hof wurde 1690 durch einen Großbrand verwüstet, anschließend wiederaufgebaut und bis zur Aufhebung des Klosteramts weiter von der württembergischen Verwaltung genutzt. 1810 kam das Anwesen in Privatbesitz.                |
| Lorscher Hof       | Kloster Lorsch       | beim Burgentor an der ältesten Neckarbrücke                                     | Ein relativ kleiner Hof, dessen genaue Lage im Bereich Ecke Kirchbrunnenstraße/Fischergasse nur vermutet werden kann. |
| Maulbronner Hof    | Kloster Maulbronn    | Mosergasse zwischen Kirchbrunnenstraße und Kaiserstraße                         | Der Hof kam im Jahr 1277 durch einen Gütertausch mit König Rudolf I. an das Kloster, das damit ab 1286 die Heilbronner Lupold-Sippe und ab 1368 die Stadt belehnte. 1525 kam der Hof in das Eigentum der Stadt, später in Privatbesitz. In dem Anwesen befand sich im 16. und frühen 17. Jahrhundert das Handelshaus der Familie Orth, die mehrere Heilbronner Bürgermeister stellte. Im 19. Jahrhundert war das Anwesen im Wesentlichen noch in seinem ursprünglichen Umfang erhalten und diente als Brauerei und Essigfabrik. Nach 1900 wurde der Besitz parzelliert. |
| Schöntaler Hof     | Kloster Schöntal     | Deutschhofstraße/Allerheiligenstraße                                            | Ein ab dem 14. Jahrhundert bestehender ausgedehnter Hof, der sich im Wesentlichen auf der Fläche des heutigen Einkaufszentrums Stadtgalerie erstreckte. |